# Bledzianów
Bledzianów (deutsch Blessenau) ist eine Ortschaft mit einem Schulzenamt der Stadt- und Landgemeinde Ostrzeszów im Powiat Ostrzeszowski der Woiwodschaft Großpolen in Polen.

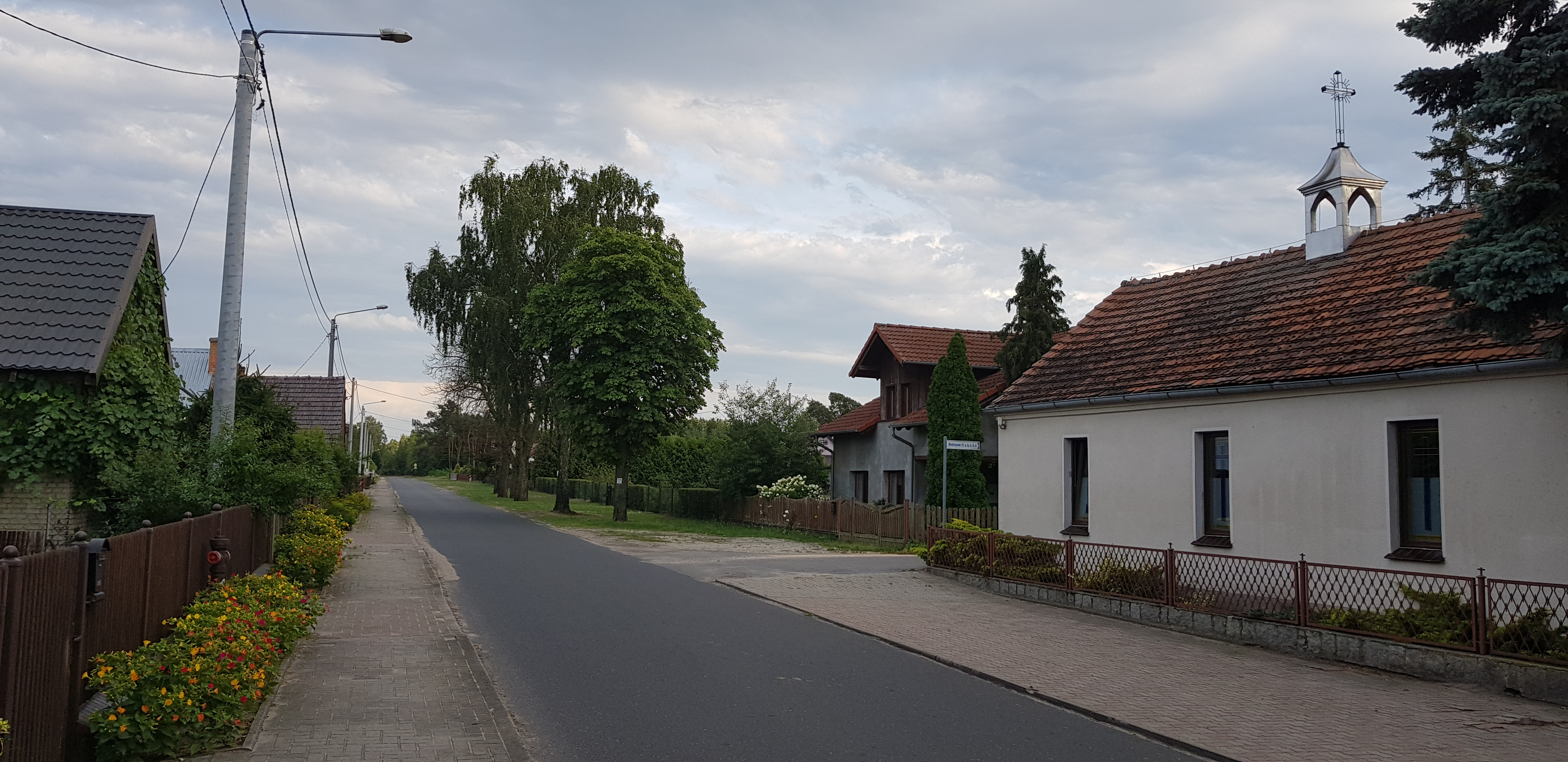
Dorfstraße

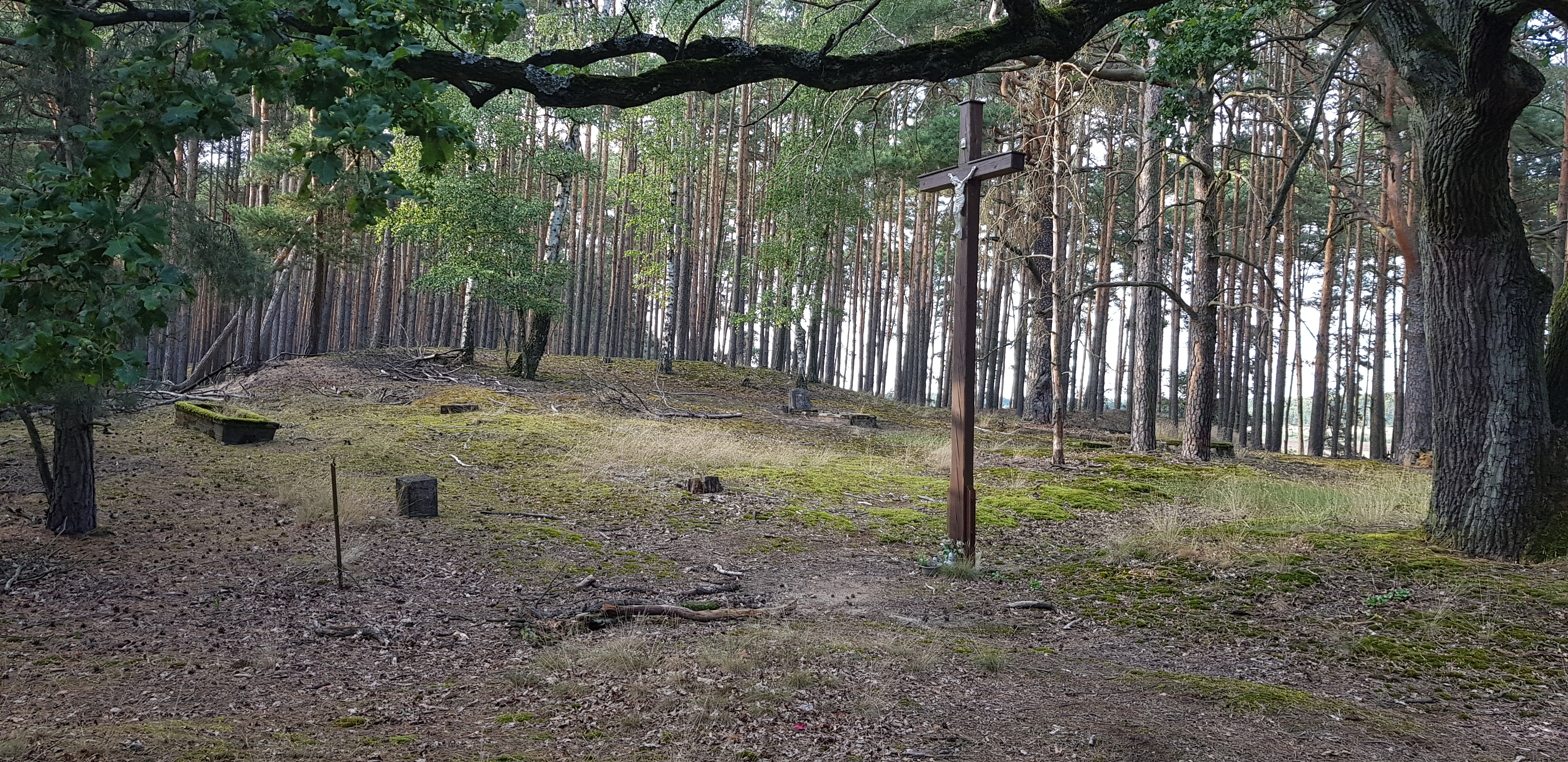
Evangelischer Friedhof

## Geschichte
1450 wurde ferofodina Bladzanowska (Eisenhammer von Bladzan) erwähnt. 1500 folgte die Erwähnung eines gleichnamigen Waldes. Das Dorf selbst wurde jedoch erst im 17. Jahrhundert erwähnt.
Im Zuge der Zweiten Polnischen Teilung kam der Ort 1793 an Preußen. Im 19. Jahrhundert siedelten sich deutsche Protestanten im Dorf an, die einen Friedhof errichteten.
Nach dem Ende des Ersten Weltkriegs kam Bledzianów zur polnischen Woiwodschaft Posen. Im Jahr 1921 gab es in der Gemeinde Bledzianów im Powiat Odolanów 61 Häuser mit 439 Einwohnern, davon waren alle Polen, 350 waren Römisch-Katholiken, 89 Protestanten.
Beim Überfall auf Polen 1939 wurde das Gebiet von den Deutschen besetzt und dem Landkreis Kempen im Reichsgau Wartheland zugeordnet. Nach dem Krieg verließ die Mehrheit der evangelischen Dorfbevölkerung den Ort. Der evangelische Friedhof ist heute verlassen und verfällt.
Von 1975 bis 1998 gehörte Bledzianów zur Woiwodschaft Kalisz.